# 渡辺友水
渡辺 友水（わたなべ ゆうすい）は江戸時代後期の佐渡奉行所地役人。武術・俳諧に通じた。

## 概要
寛政4年（1792年）6月4日生まれ。相川板町に住み、金蔵役、地方掛、小木定番役次席、金蔵定番役を歴任し、江戸には2度赴任した。
剣術・槍術に秀で、水替掛在任中水替人足が脱走を企てると、山口番所に急行し、飾り槍を振り回して「佑左衛門ここにあり。汝ら、我が槍を食らってみよ。」と叫び、鎮圧した。田付流砲術にも通じ、砲術操練の時には隊長を務めて中砲車台を提げ、数町に響き渡る大声で部下に号令し、これを見た奉行篠山景徳により屯所定番役を命じられた。70代には心働流剣術を試みた。
安田花狂には俳諧を学び、公務の傍ら1日に1句を詠んで「塵の山」と題し、嘉永5年（1852年）冬仮名詩と併せて「初心手引草」を編纂した。
元治元年（1864年）6月16日73歳で死去し、相川総源寺に葬られた。

## 親族
先祖は甲斐国武田氏家臣で、佐渡金山開発とともに佐渡国に渡った。
- 父：渡辺七郎右衛門 - 文政8年（1825年）没[3]。
- 子：渡辺盧舟（文化11年（1828年）5月3日 - 安政元年（1854年）10月24日）
通称は舎人、名は鎮、別号は自来舎佳友。最終職階は山方役助。鷲尾甚助に無念流剣術、安田花狂に俳諧を学んだ。天保9年（1838年）一揆鎮圧のため島内を巡察し、『俳諧風車』を編集した[4]。
  - 孫：渡辺碇浦 - 名は潜。明治16年（1883年）没[3]。
  - 孫：渡辺漁村 - 新潟中学校教師。盧舟没後、祖父友水に養育された[3]。
- 娘：沖津 - 小木港関吏吉田久次郎相有妻。父に俳諧を学んだ[4]。